# Heather Burns
Heather Burns (ur. 7 kwietnia 1975 w Chicago) – amerykańska aktorka.

## Życiorys
Uczyła się na Evanston Township High School oraz ukończyła studia na wydziale Tisch School of the Arts Uniwersytetu Nowojorskiego. Uczyła się aktorstwa w The Atlantic Theatre Company Acting School.
W 2001 zagrała policjantkę Dawn w off-broadwayowskim spektaklu Lobby Hero (reż. Mark Brokaw) w Playwrights Horizons i John Houseman Theatre. Następnie wystąpiła w sztuce This Is Our Youth (reż. Lawrence Boswell) na West Endzie oraz w spektaklach: All Things Considered (reż. David Pittu), Writer’s Block (reż. Woody Allen), Fran’s Bed, The Marriage of Bette and Boo, Dinner With Friends i Epiphany.
Rozpoznawalność zyskała dzięki występowi w roli Christiny Plutzker, asystentki Kathleen Kelly (Meg Ryan) w nowojorskiej księgarni The Shop Around the Corner, w komedii romantycznej Masz wiadomość (You’ve Got Mail, 1998). Największą popularność przyniosła jej rola Cheryl Frasier, reprezentantki stanu Rhode Island w wyborach Miss USA i późniejszej laureatki konkursu piękności, w komedii sensacyjnej Donalda Petriego Miss Agent (Miss Congeniality, 2000). Scena, w której grana przez nią bohaterka odpowiada podczas konkursu piękności na pytanie o idealną randkę, stała się internetowym memem. Do roli Cheryl Frasier wróciła na potrzeby komedii akcji Johna Pasquina Miss Agent 2: Uzbrojona i urocza (Miss Congeniality 2: Armed and Fabulous, 2005). W międzyczasie pojawiła się w roli Meryl Brooks, przyjaciółki Lucy Kelson (Sandra Bullock), w kasowej komedii romantycznej Marca Lawrence’a Dwa tygodnie na miłość (Two Weeks Notice, 2002).
Zagrała główne role serialowe: Stellę Mason w Twenty Good Years (2006–2007) i Leę w Znudzonym na śmierć (Bored to Death, 2009–2011). Została scenarzystką i producentką wykonawczą filmu Ashes (2010), w którym zagrała rolę Jasmine.

## Życie prywatne
W 2012 wyszła za aktora Ajaya Naidu, z którym ma jedno dziecko.

## Filmografia

### Filmy
- 1998: Masz wiadomość (You’ve Got Mail) jako Christina Plutzker
- 1999: Chicks jako Darcy
- 2000: You Are Here jako Lydia
- 2000: Miss Agent (Miss Congeniality) jako Cheryl Frasier, Miss Rhode Island
- 2002: Dwa tygodnie na miłość (Two Weeks Notice) jako Meryl Brooks
- 2003: Kill the Poor jako Scarlet
- 2003: With You in Spirit jako Emily Burke
- 2005: Perception jako Ramona
- 2005: Miss Agent 2: Uzbrojona i urocza (Miss Congeniality 2: Armed and Fabulous) jako Cheryl Frasier, Miss USA
- 2005: Czarownica (Bewitched) jako Nina
- 2005: Brooklyn Lobster jako Kerry Miller
- 2006: Tydzień kawalerski (The Groomsmen) jako Jules
- 2007: Uwaga Violet (Watching the Detectives) jako Denise
- 2008: Udław się (Choke) jako internetowa randka / Gwen
- 2009: Breaking Upwards jako Hannah
- 2010: Ashes jako Jasmine
- 2010: Weakness jako Julia
- 2011: Dolina słońca (Valley of the Sun) jako Betsy
- 2011: Ilu miałaś facetów? (What’s Your Number?) jako Eileen
- 2012: The Fitzgerald Family Christmas jako Erin
- 2016: Manchester by the Sea jako Jill
- 2016: Odwagi, New Jersey (Brave New Jersey) jako Lorraine Davison

### Seriale
- 1996–1997: One Life to Live jako Herrick #1
- 1998: Prawo i porządek (Law & Order) jako Lana Madison
- 1999: Nearly Yours jako Olivia Hammersmith
- 2000: The Beat jako Beatrice Felsen
- 2000–2001: The $treet jako Joanne Sacker
- 2006: Prawo i porządek: Zbrodniczy zamiar (Law & Order: Criminal Intent) jako Claire Quinn
- 2006–2007: Twenty Good Years jako Stella Mason
- 2008: Puppy Love jako Ricki
- 2009: The Unusuals jako Bridget Demopolis
- 2009–2011: Znudzony na śmierć (Bored to Death) jako Leah
- 2013: Save Me jako Jenna Derring
- 2013: Elementary jako Chloe Butler
- 2014: Zaprzysiężeni (Blue Bloods) jako siostra Mary
- 2017, 2019, 2020: Blindspot: Mapa zbrodni (Blindspot) jako Kathy Gustafson aka Electra
- 2018: Pete kombinator (Sneaky Pete) jako Trish
- 2020: Wybory Paytona Hobarta (The Politician) jako Mary Moskowitz McCutcheon
- 2021: Sprawa idealna (The Good Fight) jako Toni Hedger
- 2022: Julia jako Claire Foster